# 魯道夫·康夫納
魯道夫·康夫納（英語：Rudolf Kompfner，1909年5月16日—1977年12月3日）是一名奧地利建築師、工程師和物理學家，人們普遍將行波管（英語：traveling-wave tube，簡稱：TBT）的發明歸功於康夫納。

## 生平
康夫納出生於維也納，他的父親是一名會計師和作曲家。康夫納幼年時期曾展現出一些音樂天賦，他曾在琴鍵上自主彈奏出一些旋律。在一戰期間，協約國封鎖同盟國的物資补給，導致維也納的兒童飽受饑餓，但康夫納因被紅十字送往瑞典而得以倖存。康夫納的叔叔是一名建築師，在叔叔的影響之下，康夫納在維也納科技大學學習建築學，併於1933年獲得工程學碩士學位（德語：Diplom-Ingenieur）。

康夫納於1934年移居到英國，在一家建築公司工作到1941年，其間他對無線電子學產生了與趣。1939年第二次世界大戰爆發，在1940年6月至1940年12月間，康夫納一度被當作敌国侨民而被監禁在曼島。1941年他被釋放出來之後，他立刻接受了伯明翰大學的邀請加入了伯明翰大學的高級電子實驗室，在马克·奥利芬特教授的指導下工作。
康夫納於1943年在伯明翰大學發明了行波管。1944年康夫納被調到牛津大學的克拉倫登實驗室，在那裏康夫納繼續研究行波管。同年，貝爾實驗室的微波管專家約翰·皮爾斯訪問克拉倫登實驗室，康夫納向約翰·皮爾斯解釋了行波管的原理。康夫納在1951年獲得了牛津大學的物理博士學位，同年他加入了約翰·皮爾斯在貝爾實驗室的研究团隊。康夫納在1955年成為了貝爾實驗室的電子研究總監，1957年他兼任無線電研究總監。1973年康夫納從貝爾實驗室退休。1973到1977年間﹐他擔任斯坦福大學應用物理系和牛津大學工程系的榮譽退休教授。
1977年12月3日康夫納在美國加利福尼亞州斯坦福去世，享年68歲。

## 獲得獎項
康夫納曾獲得以下重要獎項：
- 1955年，Duddel Medal（英语：Gabor Medal and Prize）獎，倫敦物理學會
- 1960年，IEEE David Sarnoff Award（英语：IEEE David Sarnoff Award）獎，電氣電子工程師學會
- 1960年，Stuart Ballantine Medal（英语：Stuart Ballantine Medal）獎，富蘭克林研究所
- 1973年，IEEE榮譽獎章，電氣電子工程師學會
- 1974年，美國國家科學獎章，國家科學基金會[2]

1955年康夫納因發明行波管而被授予Duddel Medal獎，這導使他後來寫了一本書《行波管的發明》（英語：The Invention of the Traveling-Wave Tube）。

## 著作
- 《行波管的發明》[5]